# Kedungwadas
Kedungwadas is een bestuurslaag in het regentschap Cilacap van de provincie Midden-Java, Indonesië. Kedungwadas telt 2075 inwoners (volkstelling 2010).